# Excurs

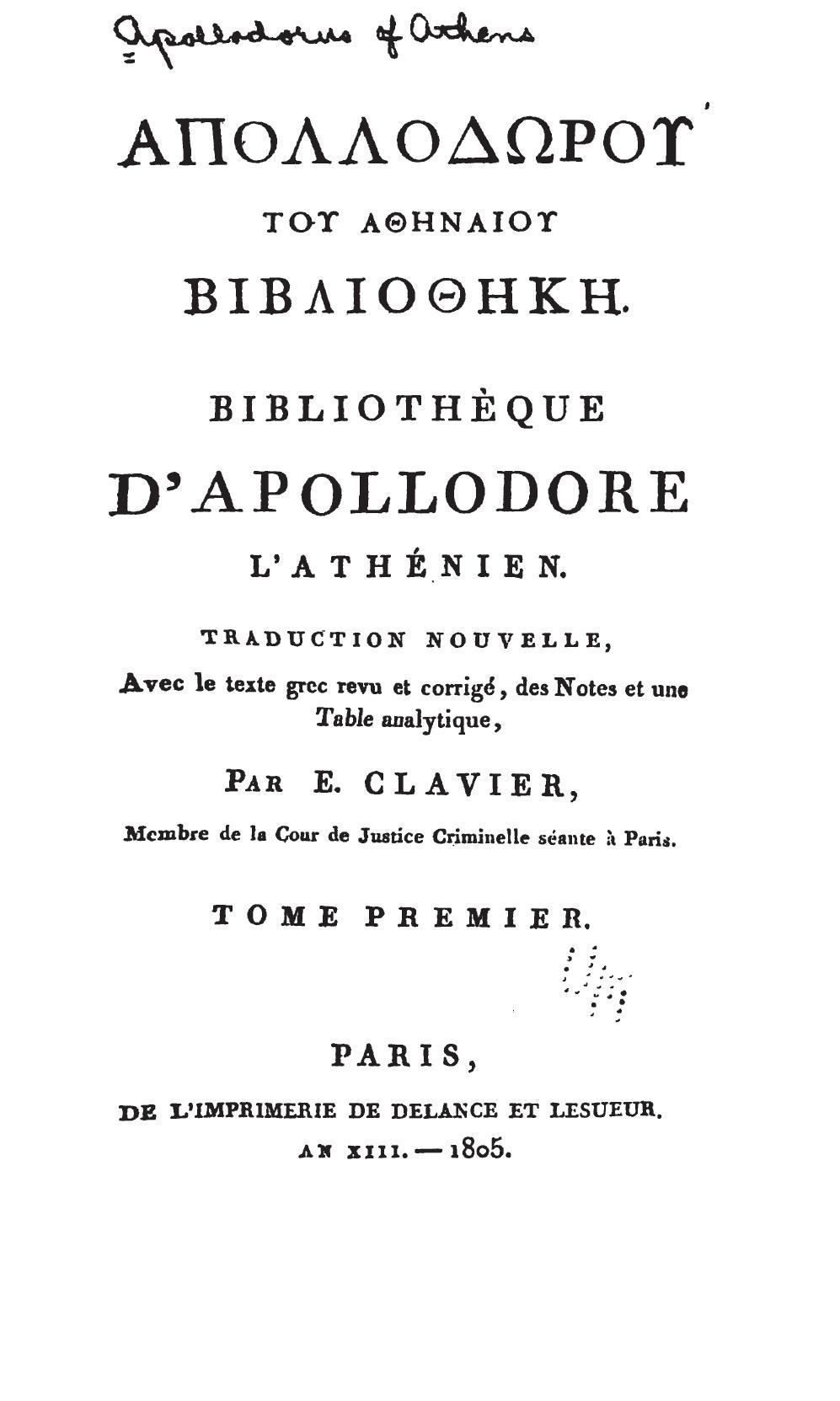
Bibliotheca:Exemple d'excursus

Un excurs o excursus (del llatí excurrere, "esgotar-se") és un breu episodi o anècdota dins d'una obra literària o dintre d'una conferència. Sovint, els excursus no tenen res a veure amb el tema que es tracta, i s'utilitzen per alleugerir l'atmosfera d'una història tràgica, una funció semblant a la de les obres de sàtir al teatre grec. De vegades s'utilitzen per proporcionar una història de fons a l'assumpte que s'està discutint, com a Pseudo-Apollodorus ' Bibliotheke' .

## Significat
Amb el significat de 'digressió' el terme prové del llatí ex... = 'fora' i cursus = 'córrer' (to currere 'córrer'). És una digressió independent i autònoma inserida en el text de tractats científics o adjunta com a apèndix. En un sentit més ampli, això significa una breu elaboració escrita o una addició relacionada amb la matèria a una conferència.
Per altra part, sovint s'aplica un excursus a un escrit acadèmic per proporcionar informació disgressiva, que no contribueix directament a la línia argumental però que encara es pot vincular amb el tema general del text.

## Ús
A l'Edat Mitjana, l'excursus era un recurs retòric preferit per permetre al narrador comentar o suspendre l'acció per a la reflexió.
És important per a un excursus que, malgrat la proximitat, encaixi lògicament en el context global de l'obra. Només així un excursus té sentit i aporta valor, sobretot en una elaboració científica. Això vol dir que hi ha d'haver una referència al tema del text global i això també s'ha de subratllar expressament. A les novel·les, "el narrador interromp el seu fil narratiu i passa a allò discursiu-reflexiu; en una perspectiva de lògica narrativa, tanmateix, la digressió suspèn temporalment l'ordre habitual de la narració".

## Etimologies com a excurs
De vegades s'utilitzen etimologies detallades o fantàstiques com a excursus. Aquest va ser utilitzat ja al segle V aC pel poeta Píndar. El cas més famós d'etimologies que s'utilitzen com a excursus hi ha la Llegenda daurada (ca. 1260) de Jacobus de Voragine, en la qual la vida de cada sant ve precedida per una etimologia sobre l'origen del nom del sant.